# Peder Clarman
Peder Clarman, död 1669, var en svensk fortifikationsofficer.

## Biografi
Peder Clarman bedrev omfattande studier i matematik och befästningskonst innan han blev konduktör vid fortifikationen någon gång före 1648, då han fick i uppdrag att i Ångermanland och Jämtland ordna med befästandet av landskapen. 1650 stakade han där ut grundera för Andersö skans. 1651 sändes Clarman till Karlstad som man avsåg att befästa och till Halmstad, för att förbättra befästningarna där. 1652 åtföljde han Johan Wärnschiöldh på dennes resa i Livland och vid återkomsten gjorde han på uppmaning av riksrådet Lars Kagg plan för befästningar i Slite och på Enholmen. 1653 ledde han arbetena på den av honom utstakade Andersö skans i Jämtland, där han fick tillstånd att uppföra en stuga åt sig själv. Sommaren 1655 besökte han Slite för att överse arbetet där, men återvände därefter till Jämtland där han fortsatte arbetet. I augusti 1656 nedkallades han dock till Stockholm för att rapportera sitt arbete, varpå dess fortsättande överläts till ingenjör Petrus Lindheström. Redan 1653 hade Clarman erhållit ingenjörsfullmakt, men först 1656 erhöll han ingenjörslön. För Enholmen hade Clarman planerat en träskans, men nu skickades han dit för att i stället uppföra en stenbefästning, och fick samtidigt tillstånd att uppföra ett par stugor på holmen. Under 1657 var han en tid sysselsatt med att iståndsätta befästningarna kring Visby. Han fortsatte att leda befästningsarbetet på Enholmen, men kallades 1658 till Göteborg där krigskollegium då befann sig, varifrån han först sändes till Vänersborg för att förstärka fästningen där, och sedan till Trondheim för att undersöka befästningarnas tillstånd och vad som behövde förbättras samt även undersöka var en skans som kunde trygga förbindelsen med Jämtland kunde anläggas. Där blev han instängd i staden i samband med dess belägring och deltog under belägringen i försvarsarbetet. Då den svenska besättningen 11 december 1658 kapitulerade med fritt återtåg följde Clarman med den svenska besättningen till Härjedalen varifrån han avsände en rapport om Trondheims försvar och uppgivande. Clarman hade då redan rekvierats ned till Själland för försvarsarbeten, men blev under sin nedresa till Stockholm kvarhållen där, där han fick i uppdrag att överse Stockholms befästningar. Sommaren 1659 sändes han ned till Ystad för att staka ut nödvändiga befästningar där, senare samma år gjorde han även upp planer för iståndsättande av försvaren runt Malmö och Helsingborg, samt även de halländska fästningarna. 1661 utsågs han till generalkvartermästarelöjtnant i skånska guvernementet.